# Улица Лейтенанта Катина (Калининград)
У́лица Лейтена́нта Ка́тина — улица Калининграда, расположена в Центральном районе города и служит границей между Октябрьским и Центральным районами города на отрезке между Питьевым каналом и проспектом Мира. Начинается от проспекта Мира и заканчивается на перекрёстке с улицей 1-я Большая окружная и посёлке Зелёное. До 1945 года носила название Штеффекштрассе (нем. Steffeckstrasse) в память о немецком художнике, директоре Кёнигсбергской академии художеств Карле Штеффеке, картины которого украшают музеи Берлина и Нюрнберга. После войны называлась непродолжительное время Каре́тной. Но вскоре была переименована в честь Героя Советского Союза, старшего лейтенанта Николая Андреевича Катина, погибшего 7 апреля 1945 года во время штурма Кёнигсберга в этом районе.
В начале улицы стоит памятный обелиск, посвящённый Н. А. Катину. На улицу выходят стадион «Пионер» и Пионерский пруд (бывший Хаммертайх). На одном из домов улицы висит памятная табличка, посвящённая Катину.
Около бывшего стадиона «Пруссия — Земланд» располагается памятник солдатам, павшим в Первой мировой войне, поставленный в 1920-е годы, уничтоженный в советское время и отреставрированный в 1992 году.
Длина улицы около 2025 метров.
Почтовый индекс улицы — 236000.